# علي أبو الخير
علي أبوالخير -. ولد في مدينة المنصورة عام 1955 - كاتب وباحث ليبرالي الفكر السياسي مصري،

## سيرة
حصل على درجة البكالوريوس في إدارة الأعمال عام 1977، ثم حصل على درجة الماجستير في دراستة المقارنة حول الإدارة في البنوك الإسلامية ثم حصل على درجة الدكتوراة في التاريخ الإداري في مصر المملوكية.
اتجه نحو القراءة المتعمقة في التاريخ الإسلامي، فأصدر عدة كتب منها
- ثقوب في عقل الأمة
- أشهر الخونة والمفسدين في تاريخ الأمة.

## أبحاث
له عدة أبحاث منها:
- أساطير الهياكل اليهودية
- الأسطورة في التاريخ العربي
- من فقه الاختلاف إلى فكر الائتلاف
- برتوكولات حكماء صهيون بين الخرافة والحقيقة
- فتاوى الجهاد بين الموروث الفقهي والسياسة الدولية
- مسيرة الكيانية الفلسطينية
- الخطاب العربي عقلانية التعبير وشمولية الفهم.

## مؤلفات إسلامية
له عدة مؤلفات إسلامية منها :
- الرسول المصطفى
- ثورة الكلمة المقدسة
- في رحاب كربلاء
- ديوان شعر دمعة قلم
- ثورة العقيدة وفلسفة العقل
- دراسة حول فكر حسن حنفي
- الأكثرية والإجماع في تاريخ الأمة

## صحافة
وله كتاب عن ثورة 25 يناير المصرية هو كتاب أحلى 18 يومًا في العمر كله .
. ينشر مقالاته في جريدة الوفد المصري - جريدة القاهرة - مجلة الأهرام العربي المصرية - جريدة الشرق الأوسط اللندنية - جريدة التحرير المصرية - مجلة المحجة اللبنانية - وغيرها من الجرائد العربية والمصرية.، وحاليًا ينشر مقالاته في جريدة الدستور اليومي المصرية..
.. شارك في مؤتمرات متعددة في بلاد متعددة حول كيفية تجديد الخطاب الديني.